# أنواع رئيسية

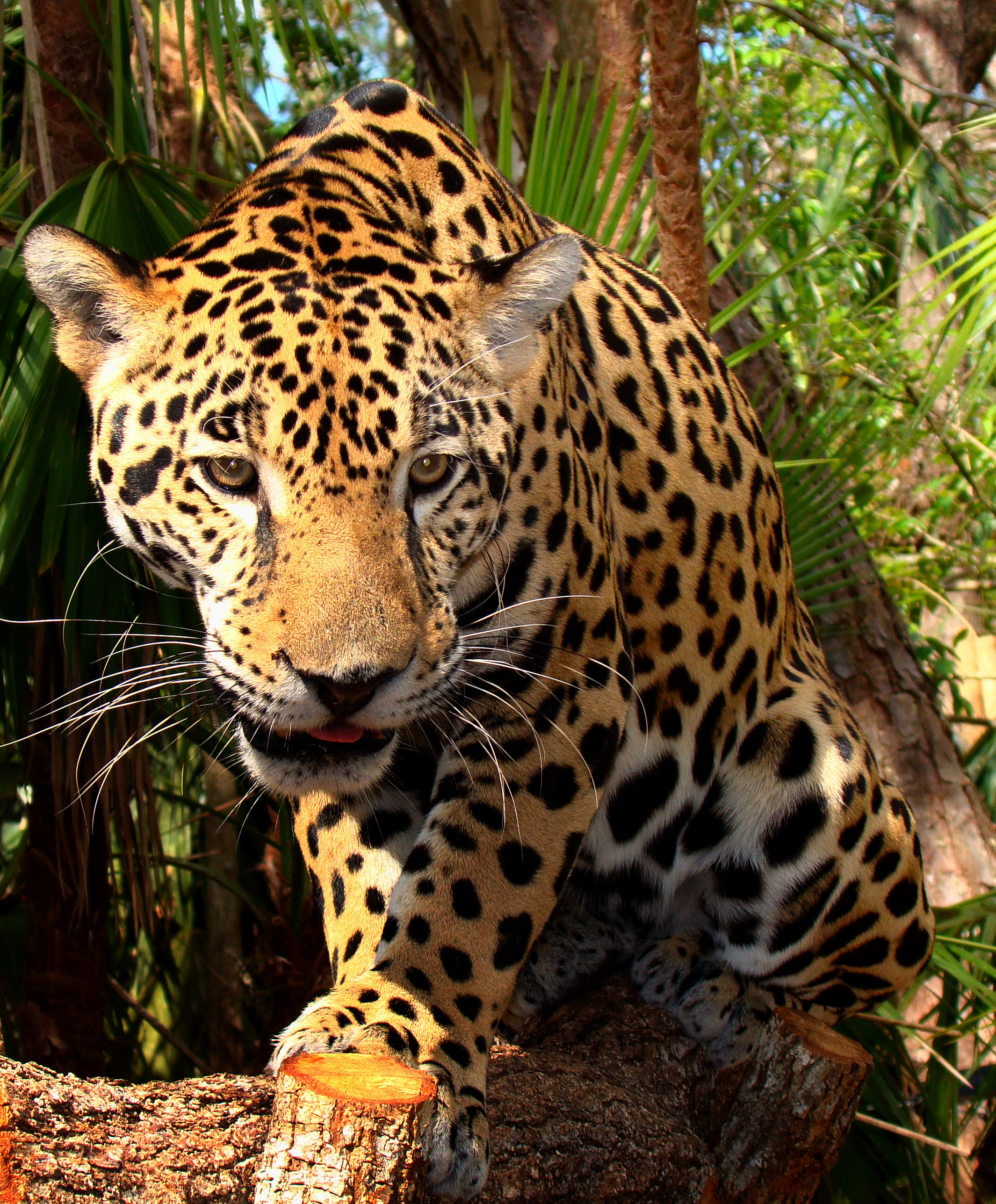
اليغور أحد الأنواع الرئيسية وأحد المفترسات العلوية

الأنواع الرئيسية هي الأنواع التي لها تأثير كبير على بيئتها غير متناسب مع وفرتها. توصف هذه الأنواع بأنها تلعب دورا محوريا في الحفاظ على هيكل النظام الحيوي، والذي يؤثر على العديد من الكائنات الحية في نظام حيوي، كما أنها تساعد على تحديد أصناف وأعداد الأنواع الأخرى في المجتمع الحيوي. الأنواع الرئيسية هي نبات أو حيوان والذي يلعب دورا محوريا في طريقة عمل النظام الحيوي. بدون الأنواع الرئيسية سيصبح النظام الحيوي مختلفا للغاية أو سينتهي تماما. بعض الأنواع الرئيسية مثل الذئاب هي أيضا مفترسات علوية.
الدور الذي تلعبه الأنواع الرئيسية مشابه لدور حجر العقد في القوس. في حين أن حجر العقد تحت ضغط أقل من باقي الأحجار في كل القوس، إلا أن القوس ينهار بدونه. بصورة مماثلة فإن النظام الحيوي سيتأثر بشدة أو ينهار تماما بدون النوع الرئيسي، على الرغم من أن هذا النوع يشكل جزءا صغيرا من النظام اعتمادا على الكتلة البيولوجية أو الإنتاجية. أصبح المصطلح شائعا في علم الحفظ الحيوي. على الرغم من أن المصطلح يُستخدم لوصف تفاعلات قوية بين الأنواع الحيوية، وأنه سمح بتواصل أسهل بين علماء البيئة وواضعي سياسات الحفاظ على البيئة، إلا أن المصطلح تم انتقاده لأنه بسّط الأنظمة البيئية بشكل زائد.

## التاريخ
قدم مصطلح الأنواع الرئيسية عالم الحيوان روبيرت ت.بين. طور بين المصطلح لتفسير ملاحظاته وتجاربه على العلاقات بين اللافقاريات البحرية في البحار الوحلية (المناطق بين خطوط المد والجزر) مثل نجم البحر والمحار. أزال بين نجم البحار من منطقة ما وسجل الآثار المترتبة على النظام الحيوي. في الورقة التي نشرها عام 1966 والتي أسماها «تعقيد شبكة الطعام وتنوع الأنواع»، وصف بين هذا النوع من النظام في خليج ماكا في واشنطن. في ورقة أخرى عام 1969، قدم بين مفهوم الأنواع الرئيسية مستخدما أحد أنواع نجم البحر وأحد أنواع المحار كمثال رئيسي. أصبح المفهوم شائعا في الحفاظ على البيئة، وانتشر في نطاق واسع من السياقات، كما تم استخدامه لتوليد الدعم للحفاظ على البيئة خاصة في المناطق التي أضرتها نشاطات البشر مثل إزالة المفترسات الرئيسية.

## التعريفات
عرف بين الأنواع الرئيسية بأنها الأنواع التي لها تأثيرات كبيرة على بيئتها غير متناسبة مع وفرتها. تم تعريف الأنواع الرئيسية عمليا بأنها «أنواع متفاعلة فيما بينها بقوة والتي لها تأثيرات كبيرة على التنوع الحيوي والتنافس غير متناسبة مع الكتلة البيولوجية داخل مجموعة فعالة».
من أشهر الأنواع الرئيسية هو المفترس الذي يمنع نوعا عاشبا ما من القضاء على أحد أنواع النباتات. إذا كان عدد الفرائس قليلا، فإن النوع الرئيسي قد يكون حتى أكثر ندرة لكنه لا يزال فعالا. إلا أنه بدون المفترس، ستتزايد أعداد الأنواع العاشبة بصورة كبيرة وتقوم بالقضاء على النباتات، وبالتالي تغير من استقرار النظام الحيوي. يتغير السيناريو بتغير المثال، إلا أن الفكرة الرئيسية تبقى كما هي طوال سلسلة من التفاعلات، حيث يكون لأحد الأنواع غير الوفيرة في العدد تأثيرا كبيرا على فعالية النظام الحيوي. على سبيل المثال فإن أحد أنواع السوسينات الآكلة للعشب لها تأثير رئيسي على تنوع النباتات المائية عن طريق الاقتيات على أحد أنواع النباتات المائية في مياه أمريكا الشمالية. بصورة مماثلة فإن أحد أنواع الزنابير له تأثير رئيسي بسبب العش غير الموازي في الحجم، بالإضافة إلى المعدل العالي في التكاثر. تنوع فرائسه والكمية اللازمة للحفاظ على معدل النمو السريع لهما تأثير كبير على باقي الأنواع حوله.
يتم تعريف مفهوم النوع الرئيسي بناء على التأثيرات الحيوية، وهذا بالتالي يدعو إلى الحفاظ على هذا الأنواع. لذلك يتشابه هذا المصطلح مع بعض المصطلحات الأخرى مثل الأنواع الحامية، والأنواع الأساسية، والمؤشرات البيولوجية. على سبيل المثال فإن اليغور هو أحد القطط الكبيرة والذي يمتلك كل هذه التعريفات:

## المفترسات

### القضاعات البحرية وغابة الأعشاب البحرية

القضاعات البحرية هي مفترس مهم لقنافذ البحر، مما يجعلها نوعا رئيسيا لغابات أعشاب البحر

تحمي القضاعة البحرية غابات الأعشاب البحرية من الضرر الناتج عن قنافذ البحر. عندما تم اصطياد القضاعات البحرية من الساحل الغربي لأمريكا الشمالية لأغراض تجارية من أجل فرائها، تناقصت أعدادها إلى أقل من 1000 في شمال المحيط الهادي لدرجة أنهم لم يستطيعوا التحكم في عدد قنافذ البحر. اتجهت القنافذ نحو غابات الأعشاب البحرية من أجل الاحتماء بها بأعداد كبيرة لدرجة أن غابات الأعشاب البحرية اختفت تقريبا، واختفت معها كل الأنواع التي كانت تعتمد عليها. إعادة إدخال القضاعات البحرية ساعد غابات الأعشاب البحرية على التعافي. على سبيل المثال في جنوب شرق ألاسكا تم إطلاق حوالي 400 قضاعة بحرية وتكاثروا لينتجوا حوالي 25,000 قضاعة بحرية.

### الذئاب ومنتزه يلوستون الوطني

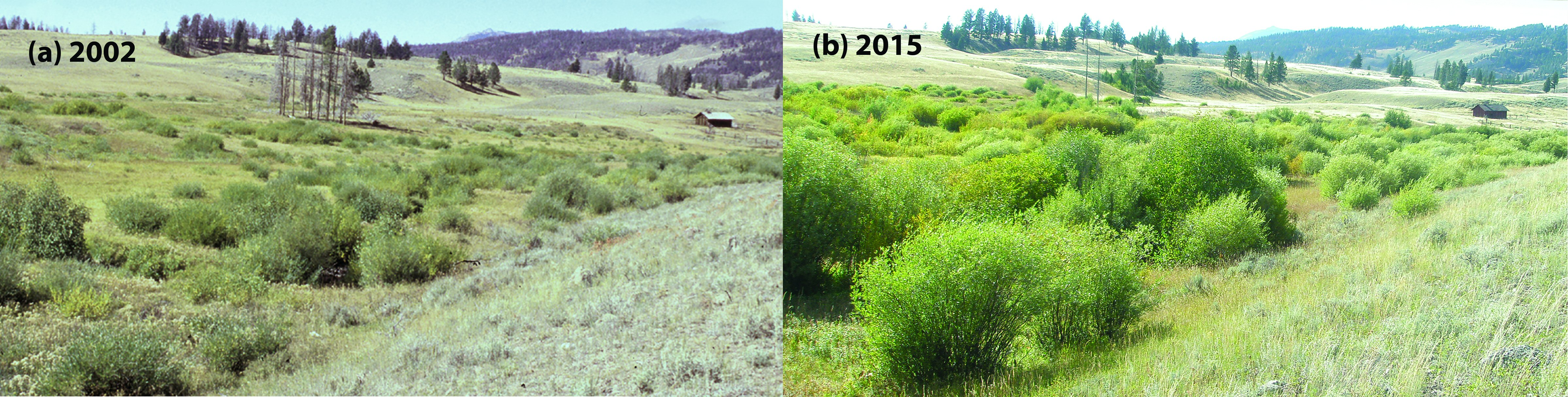
تعافي الحياة النباتية على الضفاف في متنزه يلوستون الوطني بعد إعادة إدخال الذئاب

قد يزيد أحد المفترسات الرئيسية التنوع الحيوي لأحد المجتمعات البيئية عن طريق منع نوع معين من أن يصبح مسيطرا. قد يكون لهذه المفترسات الرئيسية تأثيرا كبيرا على توازن الكائنات الحية في نظام حيوي معين. إدخال أو إزالة هذا المفترس أو تغيير الكثافة العددية له قد يؤدي إلى تأثيرات شديدة متتالية على توازن العديد من الأنواع الأخرى في النظام الحيوي. على سبيل المثال يمنع رعاة الأراضي العشبية سيطرة نوع معين على النظام الحيوي.
أدت إزالة الذئب الرمادي من منتزه يلوستون الوطني إلى تأثيرات كبيرة على الهرم البيئي. بدون وجود المفترسات بدأت الحيوانات العاشبة القضاء على العديد من أنواع الأشجار مما أدي إلى تقليل مساحة الأرض المزروعة. بالإضافة إلى ذلك فإن الذئاب عادة ما كانت تمنع الحيوانات العاشبة من الرعي في مناطق ضفاف الأنهار، مما حمى القنادس من استهلاك مصادر غذائهم. إزالة الذئاب أدت إلى تأثير مباشر على أعداد القنادس حيث أصبحت أماكن سكنهم مناطق رعي. زيادة الرعي على شجر الصفصاف والصنوبر على طول بلاكتيل كريك بسبب انعدام الحيوانات المفترسة أدى إلى شق القناة، لأن القنادس كانت تساعد في إبطاء سرعة المياه مما كان يسمح للتربة بالثبات في مكانها. علاوة على ذلك فإن الحيوانات المفترسة ساعدت على السمات المائية مثل الجداول ومجاري المياه على العمل بصورة طبيعية. عندما تم إدخال الذئاب ثانية تعافت أعداد القنادس وكامل النظام الحيوي على ضفاف الأنهار بصورة كبيرة في غضون بضعة سنوات.

### نجم البحر والمفترسات غير العلوية
كما وصف بين في عام 1966 فإن بعض نجوم البحر تفترس بعض أنواع قنافذ البحر وبلح البحر والمحاريات والتي ليس لها مفترس طبيعي آخر. إذا تمت إزالة نجم البحر من النظام الحيوي، ستتضاعف أعداد بلح البحر بصورة كبيرة مما سيؤدي إلى دفع معظم الأنواع الأخرى بعيدا.
لا تحتاج هذه الكائنات إلى أن تكون مفترسات عليا. نجوم البحر فرائس لكل من القروش والشفنينيات وشقائق نعمان البحر. القضاعات البحرية فرائس للحوت القاتل.
يعتبر اليغور –والذي يعتبر مهددا بالانقراض في أمريكا الوسطى والجنوبية- أحد المفترسات الرئيسية بسبب فرائسه المتعددة مما يساعد على توازن النظام البيئي للثدييات في الغابة بسبب استهلاك اليغور لحوالي 87 نوعا من الفرائس. الأسد هو نوع رئيسي آخر.

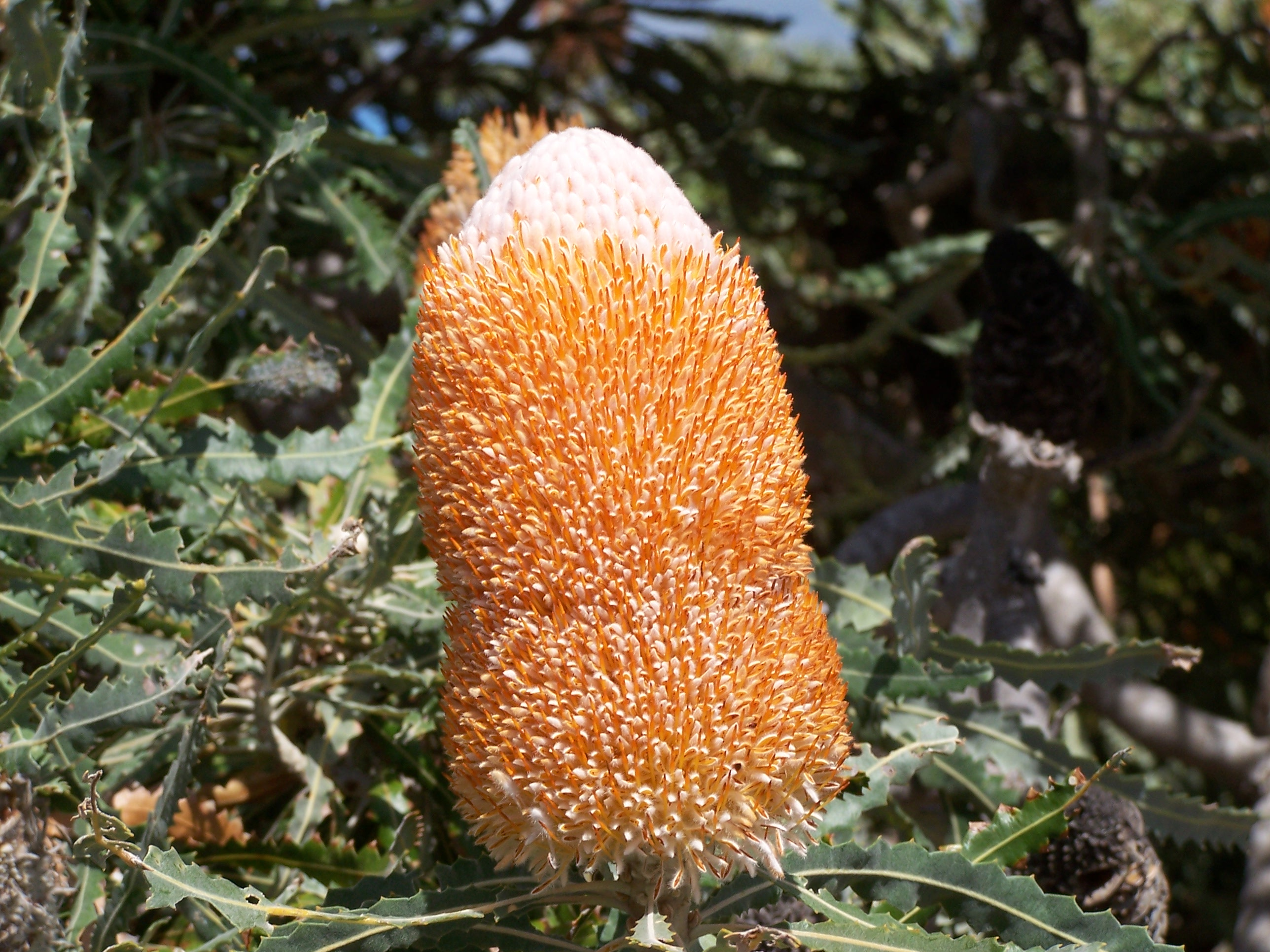
البانكزيا البرتقالية هي مصدر الرحيق الوحيد لآكلات العسل.

## كائنات المنفعة المتبادلة
كائنات المنفعة المتبادلة الرئيسية هي الكائنات الحية التي تشارك في تفاعلات مفيدة للطرفين، والتي بدونها سيكون هناك تأثير كبير على النظام الحيوي ككل. على سبيل المثال في منطقة أفون وييتبيلت في غرب أستراليا هناك فترة من كل عام تكون فيها البانكزيا البرتقالية هي مصدر الرحيق الوحيد لآكلات العسل، والتي تلعب دورا هاما في تلقيح عدة أنواع من النباتات. لذا فإن فقدان هذا النوع من الأشجار سيؤدي إلى انخفاض أعداد آكلات العسل، مع تأثيرات كبيرة على النظام الحيوي ككل. مثال آخر هو الشبنم والذي ينشر بذور العديد من الأشجار والتي لا ينمو بعضها سوى بهذه الطريقة.

## المهندسون
هناك مصطلح آخر بجانب نوع رئيسي وهو مهندس النظام الحيوي. في أمريكا الشمالية كلب المروج هو مهندس نظام حيوي. توفر أوكار كلب المروج مناطق أعشاش للزقزاق الجبلي وبوم الأوكار. تساعد أنظمة أوكار كلب المروج على تصريف مياه الأمطار إلى مستوى المياه الجوفية ومنع جريان المياه السطحية والتعرية، كما يساعد على تغيير مكونات التربة في منطقة ما عن طريق زيادة التهوية وعكس ضغط التربة الناتج عن رعي الماشية. تقوم كلاب المروج أيضا بتقليم الأعشاب الموجودة حول مستعمراتها، غالبا لإزالة أي غطاء للمفترسات. تُظهر الأنواع الراعية مثل بيسون السهول والظبي الأمريكي وغزال مول النزعة نحو الرعي في نفس الأراضي التي تستخدمها كلاب المروج.

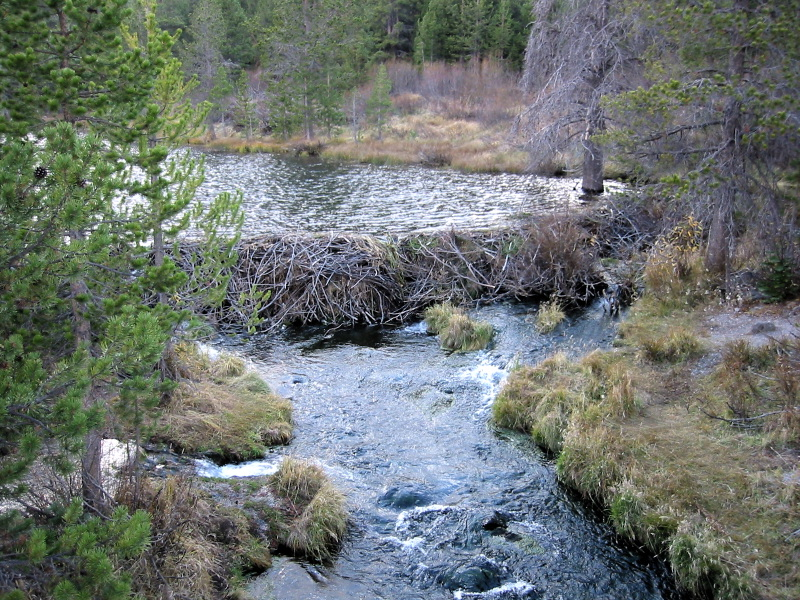
سد القنادس هو أحد الأبنية الحيوانية التي تغير في تركيب البيئة

القنادس أيضا مهندسات نظام حيوي مشهورة، كما أنها أنواع رئيسية. تقوم القنادس بتحويل أراضيها من نهر إلى بحيرة أو مستنقع. تؤثر القنادس على البيئة أولا عن طريق تغيير حواف مناطق ضفاف الأنهار عن طريق قطع الأشجار القديمة لاستخدامها في بناء السدود. هذا يسمح للأشجار الصغيرة بالنمو. تغير سدود القنادس أيضا في ضفاف الأنهار الموجودة فيها. اعتمادا على الطبوغرافيا والتربة وعدة عوامل أخرى، تحول السدود مناطق ضفاف الأنهار إلى أراض رطبة ومراع أو غابات تتركز حول ضفاف الأنهار. هذه السدود مفيدة للعديد من الأنواع مثل البرمائيات والسالمون وبعض الطيور.
في السافانا الإفريقيةـ تشكل الحيوانات العاشبة الضخمة التربة مثل الأفيال. تدمر الأفيال الأشجار لتفسح المجال للأعشاب الصغيرة بأن تنمو. بدون هذه الحيوانات ستتحول معظم السافانا إلى غابات شجرية.
أظهرت الدراسات في أستراليا أن السمكة الببغائية في الحيد المرجاني العظيم هي السمكة المرجانية الوحيدة التي تقوم بكشط وتنظيف الشعب المرجانية في الحيد. بدون هذه الحيوانات سيكون الحيد المرجاني العظيم تحت ضغط هائل.

## القيود
على الرغم من أهمية مصطلح الأنواع الرئيسية في وصف التفاعلات القوية بين الأنواع، وفي السماح بتواصل أسهل بين علماء البيئة وصانعي قرارات الحفاظ على البيئة، إلا أنه تم انتقاده بواسطة ل.س.ميلز وآخرين بسبب التبسيط الزائد للأنظمة البيئية المعقدة. تم تطبيق المصطلح بشكل كبير في أنظمة بيئية مختلفة وعلى المفترسات والفرائس والنباتات، وبكل تأكيد بمعان بيئية مختلفة. على سبيل المثال قد تسمح إزالة مفترس لحيوانات أخرى بالزيادة في العدد لدرجة أنها تقضي على أنواع أخرى. إزالة فريسة قد يؤدي إلى نقص عدد المفترسات، أو قد يدفع المفترسات إلى الاتجاه إلى فرائس أخرى والقضاء عليها، كما أن إزالة أحد أنواع النباتات قد يؤدي إلى موت الحيوانات التي كانت تعتمد عليها مثل الملقحات والحيوانات مشتتة البذور. يًطلق على القنادس أيضا اسم نوع رئيسي ليس لأنها تأكل أنواع أخرى، بل لأنها تعدل البيئة بطريقة تؤثر على العديد من الأنواع الأخرى. من وجهة نظر ميلز، فإن أعمال بين أظهرت أن عدة أنواع قليلة قد يكون لها تأثير كبير وتفاعلات قوية للغاية داخل نظام حيوي معين، إلا أن ذلك لا يعني ضمنيا أن للأنظمة الحيوية الأخرى هيكلا مشابها.